# Xã Hampton, Michigan
Xã Hampton (tiếng Anh: Hampton Township) là một xã thuộc quận Bay, tiểu bang Michigan, Hoa Kỳ. Năm 2010, dân số của xã này là 9.652 người.